# Bermuda Buggy

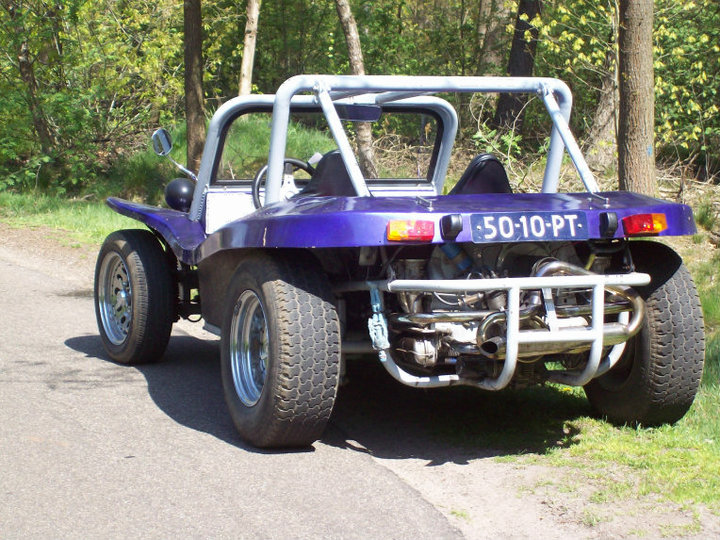
Bermuda Buggy 1971

Bermuda Buggy was het merk van een Nederlandse buggy.
Bert Vos zag in de Verenigde Staten zogenaamde buggies rondrijden. Omdat hij ze nog niet in Nederland zag rondrijden besloot hij zelf deze auto's te maken. Nadat hij een mal had gemaakt, verkocht hij er een aantal, maar door tijdgebrek verkocht hij de mal aan Roel Arends, die na twee jaar de fakkel overgaf aan Willem van de Vlekkert, die tot 1979 een aantal heeft gemaakt. Waarschijnlijk zijn er in tien jaar tijd twintig Bermuda Buggy's gemaakt.
De buggy's zijn gebouwd op het chassis van een Volkswagen Kever.

## Voetnoten
1. ↑  RDW

Akkermans · 
Altena · 
Anderheggen · 
Antilope · 
Arnhemsche Machinefabriek  · 
Ataf-Porata · 
Autolette · 
Bambino · 
Belcar · 
Bermuda Buggy · 
BGF · 
Boro · 
Bij 't Vuur · 
Carver · 
Citeria · 
CoTuRa · 
DAF · 
Entrop · 
EWB · 
Eysink · 
Gatso · 
Gazelle ·
Gelria ·
Groninger Motorrijtuigen Fabriek · 
Gruno · 
H.A.M. · Havas · 
Hinde ·
Konings · 
Max · 
Neerlandia · 
Netam ·
Omnia · 
Rizovari · 
Ruiter ·
Ruska · 
Simplex ·
Spyker ·
Story ·
V.L.A.M.